# 洗马林城墙
洗马林城墙位于河北省张家口市万全县洗马林镇洗马林村，该建筑被中华人民共和国国务院列入第七批全国重点文物保护单位。

## 历史
洗马林城墙建于明代宣德十年（公元1435年），清代乾隆六年（公元1741年）重修。